# Hōjō Tokimune
En aquest nom japonès, el cognom és Hōjō.
Hōjō Tokimune (北条 時宗, 1251 - 1284) del clan Hōjō era el vuitè shikken (regent del Japó) del shogunat Kamakura (1268 -1284), conegut per conduir les forces japoneses contra la invasió dels mongols, per estendre el budisme Zen, i per l'extensió del Bushido entre la classe guerrera.

## Vida
Nascut com el fill major del cinqué regent Tokiyori de la Casa Adachi, Tokimune es va fer un shikken a l'edat de 18 anys.
A causa del budisme Zen se va establir en Kamakura, més tard en Kyoto, i en tot Japó, sobretot entre la classe guerrera.
En 1271, el van bandejar a Nichiren a l'Illa de Sado.

## Desafiament dels Mongols
Els mongols enviaren emissaris amb una carta amenaçadora al Japó el gener de 1268, després de la discussió de la carta, Tokimune va decidir fer-los tornar sense resposta. Els mongoles enviaren emissaris en repetides vegades, el 7 de març de 1269, el 17 de setembre de 1269, el setembre de 1271 i el maig de 1272. Però Tokimune tenia als emissaris de Khublai Khan, sense el permís de desembarcar. Poc després va vindre la primera invasió de 1274. Però encara després de la fracassada invasió, cinc emissaris van ser enviats a Kyūshū, al setembre de 1275, rebutjant anar-se'n sense la resposta.
Tokimune respongué enviant-los a Kamakura per a decapitar-los. Les tombes dels cinc emissaris mongols existeixen encara en l'actualitat a Kamakura en Tatsunokuchi. Llavors altra vegada el 29 de juliol de 1279, cinc més emissaris són enviats, i altra vegada decapitats, aquesta vegada en Hakata. A l'espera d'una invasió, el 21 de febrer de 1280, Ordenes judicials Imperials de tots els temples i llocs sants van resar per a una victòria sobre l'Imperi Mongol. Kublai Khan ajuntava les seues tropes per altra invasió en 1281, que altra vegada va ser un fracàs a causa d'un tifó.

## Consell Zen
La invasió dels mongols havia estat destruïda per un tifó (Kamikaze o "vent diví"), i la resistència de la nova classe de guerrers coneguts com a samurais. Tokimune planificà i va conduir la defensa. Tokimune va voler derrotar la seua covardia, i llavors li va preguntar al mestre Zen Bukko perquè li donara consell. Bukko li contestà que entrarà en meditació per a trobar la font de la seua covardia.
Quan els mongols van envair Japó, Tokimune fou a Bukko i li digué: "Finalment hi ha l'esdeveniment major de la meua vida. " Bukko va preguntar, "Com planifiques afrontar-lo?" Tokimune cridà "Katsu!" (" Victòria! ") com si volguera espantar a tots els enemics de davant seu. Bukko va respondre amb la satisfacció: "És veritat que el fill d'un lleó rugeix com un lleó!"
Quan Tokimune va morir, Bukko va dir que ell havia estat un Bodhisattva, havia mirat pel benestar de la gent, no havien mostrat cap signe d'alegria o còlera i havia estudiat Zen de manera que arribara a la il·luminació.

## Cites en l'actualitat
Les miniseries taiga de NHK del 2001 anomenen Hōjō Tokimune representant els dramàtics esdeveniments entre el nàximent de Tokimune i la seua mort en 1284. Tokimune és interpretat per l'actor kyōgen, Motoya Izumi.